# Hillfort von Clogher
Das Hillfort von Clogher (irisch Clochar) liegt auf einem Hügel südlich des Dorfes und Bischofssitzes Clogher im Südwesten des County Tyrone in Nordirland.
Die komplexe Struktur, die aus der Spätbronzezeit oder der frühen Eisenzeit stammen könnte, erstreckt sich über eine Fläche von etwa 2,0 Hektar und besteht hauptsächlich aus dem großen Hügel mit einigen Wällen, vor allem auf der Nordseite. Die ursprüngliche Struktur kann ein einfacher Wall mit einem externen Graben gewesen sein. Die anderen Strukturen können hinzugefügt worden sein als die ältere Gestaltung im 7. Jahrhundert mit einem Ringfort überbaut wurde. Clogher gilt als Inaugurationsplatz der Airgialla, die ursprünglich ein Unterstamm der Uí Néill waren. Sie änderten später ihr Treueverhältnis zu den Uí Néills und herrschten zu Beginn des 9. Jahrhunderts über große Teile der nördlichen Midlands. Im Süden der Hauptstruktur ist ein kleiner dreieckiger Hügel, der als Einweihungshügel bezeichnet wird. In der Mitte des Ringes, der einen Torturm am Eingang besaß, lag das Haus des Clanchefs.
Heute sind die Wälle und der Graben noch zu sehen, obwohl die Bäume, die den Hügel krönen, es schwierig machen, die Bedeutung des Platzes zu verstehen.